# Puerto Rico (Gran Canaria)
Puerto Rico ist ein Ort im Südwesten der Kanarischen Insel Gran Canaria und gehört zur Gemeinde Mogán. Er liegt an der Südküste der Insel zwischen Arguineguín und Puerto de Mogán an der GC-1. Westlich grenzt der Ort Amadores, ein weiteres touristisches Zentrum, an Puerto Rico an. Die Einwohnerzahl beträgt 4.000 (Stand: 2021). Ursprünglich war der Barranco Brachland und wurde erst Anfang der 1970er Jahre für den Tourismus erschlossen. Der Ort ist mittlerweile bis in die beiden Seitentäler hineingewachsen. Die geschützte Lage in der Bucht sorgt häufig für Windstille. An einer molegeschützten Bucht liegen ein künstlicher Sandstrand sowie zwei Sporthäfen, Puerto Escala und Puerto Base. Der Ort gilt als das Wassersportparadies von Gran Canaria. Er ist an das Netz der öffentlichen Linienbusse angeschlossen. Als Urlaubsziel ist er besonders bei britischen und skandinavischen Touristen beliebt und verfügt über mehrere Einkaufszentren sowie Geschäfte und Restaurants in allen Ortsteilen, die vor allem den touristischen Bedarf abdecken.